# New Era
New Era è il primo album della band power metal Revolution Renaissance, fondata dal chitarrista degli Stratovarius Timo Tolkki dopo la sua separazione col gruppo finlandese annunciata il 2 aprile 2008. Per le registrazioni del disco vennero coinvolte molte figure di spicco della scena power come Michael Kiske (ex Helloween), Tobias Sammet (Edguy, Avantasia) e i fratelli Rantanen (Thunderstone).
L'album uscì per l'etichetta italiana Frontiers Records.
In origine i brani erano stati composti da Tolkki per far parte di un nuovo album degli Stratovarius, che si sarebbe dovuto chiamare proprio Revolution Renaissance, ma con la band furono registrate soltanto delle versioni demo, mentre la sola Last Night On Earth fu eseguita ufficialmente dal vivo al Wacken Open Air festival del 2007.

## Tracce[5]
1. Heroes
2. I Did It My Way
3. We Are Magic
4. Angel
5. Eden Is Burning
6. Glorious And Divine
7. Born Upon The Cross
8. Keep The Flame Alive
9. Last Night On Earth
10. Revolution Renaissance

## Formazione[6][7]
- Timo Tolkki - chitarra
- Michael Kiske - voce (nelle tracce 2,4,8,9 e 10)
- Tobias Sammet - voce (nelle tracce 1 e 6)
- Pasi Rantanen - voce (nelle tracce 3,5 e 7)
- Mirka Rantanen - batteria
- Pasi Heikkilä - tastiere
- Joonas Puolakka - tastiere